# Togoperla fortunati
Togoperla fortunati är en bäcksländeart som först beskrevs av Luisa Eugenia Navas 1926.  Togoperla fortunati ingår i släktet Togoperla och familjen jättebäcksländor. Inga underarter finns listade i Catalogue of Life.